# Spinhyporhagus clavispinatus
Spinhyporhagus clavispinatus es una especie de coleóptero de la familia Monommatidae.

## Distribución geográfica
Habita en Brasil.